# Heimann Hariton Tiktin
Heimann Hariton Tiktin (Heimann Tiktin), (n. 9 august 1850, Breslau, Regatul Prusiei – d. 13 martie 1936, Berlin, Germania Nazistă), s-a născut în Breslau, Silezia, în acea epocă în Prusia, într-o familie rabinică celebră. Stabilit la Iași, a devenit unul dintre principalii lingviști români. În anul 1919 a fost ales membru de onoare al Academiei Române.

## Biografie
Heimann Tiktin s-a născut la 9 august 1850 în orașul Breslau, din Silezia, atunci provincie a regatului Prusia (astăzi orașul Wrocław) într-o veche familie rabinică de notorietate, care își trăgea numele de la orășelul Tyktin, Polonia. Heimann Tiktin era fiu al rabinului Abraham
ben Gedalia Tiktin (n. 1820). Bunicul său, Gedalia Tiktin (Gedaliah ben Solomon Tiktin, 1810–1886), a fost mare rabin regal al provinciei prusace Silezia (germană königlicher Landesrabbiner in Schlesien), iar doi unchi au fost marii rabini Abraham Tiktin (Abraham ben Gedaliah Tiktin, 1764–1820, rabinul șef al districtului Breslau germană Oberlandesrabbiner in Breslau) și Salomo Tiktin (Solomon ben Abraham Tiktin, 1791–1843, germană Oberrabbiner von Breslau). Destinat unei cariere rabinice, Heimann Tiktin a studiat în paralel cu studiile religioase și studii laice, latina, greaca, etc., după obiceiul potrivit căruia un mare rabin deținea și titlu universitar de doctor .
La vârsta de 18 ani Heimann s-a căsătorit cu Amalia Mayerhoffer din Iași și s-a stabilit la Iași. Un an mai târziu a dobândit cetățenia română.
Studiile intense de limbă română și prietenia cu Eminescu, care l-a îndrumat în studierea folclorului, regionalismelor, lexicografiei, literaturii și istoriei române (Tiktin: discursul cu ocazia împlinirii vârstei de 80 de ani - Festrede zum 80...) i-au dat posibilitatea să publice în 1883 Gramatica română (reeditată în 1945 de editura Tempo).
În 1884, după ce și-a luat la universitatea din Leipzig doctoratul în filosofie (lingvistică) cu teza Studiu de filologie română, a revenit la Iași, unde a fost primit cu apreciere și prietenie de către vârfurile intelectualității literare: Nicolae Iorga, Gheorghe Kirileanu, Titu Maiorescu, Alexandru Philippide, A. C. Cuza, Ovid Densușianu, Alexandru Vlahuță, Bogdan Petriceicu Hasdeu, etc.
A colaborat la Revista pentru istorie, arheologie și filologie a lui Gr. Tocilescu și la revista Convorbiri literare, fiind bine primit la asociația culturală Junimea condusă de Maiorescu. A ținut numeroase conferințe pe teme de filologie română și germană.
În perioada 1884-1890 a scris studiul Viața cuvântului despre evoluția limbii.
În 1889 a fost numit redactor lingvist al publicației Arhiva din Iași.
În pofida activității fructuoase, inclusiv cea de profesor de gramatică, filologie și limbă germană, latină și elină la o serie de licee din Iași (Școala comercială, liceul Alexandru cel Bun, liceul Național), situația materială i-a rămas precară, iar restricțiile de ordin etnic îi blocau accesul la un post corespunzător, care i-ar fi asigurat condițiile de minime de subzistență pentru continuarea cercetărilor.

#### Botezul
În anul 1900 Tiktin s-a reîntors la universitățile din Leipzig și Berlin. În Germania și Austro-Ungaria, evreilor le era interzis accesul la o funcție oficială. Ca și alți intelectuali evrei (Gustav Mahler, când a fost numit directorul operei din Viena, Heinrich Heine, etc.), Tiktin s-a creștinat, optând pentru ortodoxismul românesc. A primit botezul într-o mică bisericuță ortodoxă-română din Berlin și prenumele Hariton. Spera că certificatul de botez îi va deschide calea spre o carieră academică.

#### Perioada germană
În 1904 Tiktin a fost numit lector de lingvistică la prestigioasa Universitate Humboldt din Berlin[A] unde, după doi ani a înființat Seminarul Lingvistic Român, sponsorizat de România ca prima instituție academică de studiere a limbii române din lume.
În 1905 a apărut la Heidelberg manualul de limbă română pentru germanofoni, Rumänisches Elementarbuch, prima carte din lume publicată pe această temă.
La izbucnirea primului război mondial și ralierea României la Antantă (1916), autoritățile germane l-au suspectat pe Tiktin, ca cetățean român și ca „agent al românismului” în Germania, încât la 66 de ani a fost disponibilizat. Întors în România, a fost primit cu căldură de vechii prieteni și, în 1919, ales membru de onoare al Academiei Române. Însă în atmosfera xenofobă postbelică, pentru evreul Hariton Tiktin, deși botezat, nu s-a putut găsi un post academic corespunzător. Dezamăgit, el s-a refugiat la fiica sa, la Berlin, unde a văzut prăbușirea Republicii de la Weimar și ascensiunea lui Hitler și a nazismului.
A murit la Berlin la 13 martie 1936. Conform dorinței sale, a fost înmormântat la Iași.
La moartea lui Tiktin, revista Rampa menționa că ultimul său adăpost a fost o cameră de student. Mihail Sebastian scria: „Dacă societatea noastră ar avea curajul a-și pune fățiș marile întrebări privitoare la alcătuirea ei, moartea izgonitului H. Tiktin ar trebui să provoace o serioasă revizuire de conștiință.”[B]

## Opera
Deși opera sa nu este atât de mare ca proporții, are, potrivit Acad. Iorgu Iordan, președintele Societății Române de Lingvistică Romanică, „un caracter (...) definitiv, în sensul că cercetările ulterioare i-au adus prea puține schimbări esențiale". Dicționarul româno-german, în trei volume, elaborat în perioada 1896-1926, a rămas carte de referință și astăzi. Grigore Antipa a propus dicționarul pentru „un premiu special al Academiei Romane". Constantin Rădulescu-Motru sublinia în 1936, că "Dicționarul lui Tiktin este și va rămâne multă vreme de aici înainte o operă fundamentală și un instrument prețios pentru specialiștii în limba română, iar pentru marele public un dicționar excelent, justificând cu prisosință deviza pe care autorul a tipărit-o în fruntea volumului al treilea <<non omnis moriar>>."
În 1971 prof. dr. Ioan Rizescu a scris o monografie despre H. Tiktin. De asemenea, el a ținut și discursul principal la ședința festivă a Academiei Române cu prilejul împlinirii a 120 de ani de la naștere.
Catedra de Limba română și lingvistică generală a Universității Alexandru Ioan Cuza din Iași notează în capitolul Tradiție: 
„Printre iluștrii precursori ai lingvisticii ieșene, care sînt și înaintași ai lingvisticii românești, în genere, se numără: Alexandru de Cihac, Heimann Tiktin și Alexandru Lambrior.(...) H. Tiktin este autorul unui masiv dicționar româno-german, extrem de valoros sub aspect științific, avînd și calitatea de a facilita accesul lingviștilor străini la tezaurul limbii române. Între anii 1986 și 1989, acest dicționar a fost reeditat de un colectiv de cercetători de la Universitățile din Freiburg și din Iași, precum și de la Institutul de Lingvistică din Iași, care au îmbogățit atestările și au revizuit etimologiil.”
Dicționarul a fost reeditat in 1998, la editura Paideia de un colectiv de lingviști coordonat de Paul Miron, după ce înainte a apărut o altă  ediție îngrijită de Paul Miron și Elsa Lüder.  Dicționarul său, republicat  în trei volume la editura Harrassowitz din Wiesbaden, în anii 1986, respectiv 1988, 1989, prin grija  celor de mai sus, mărindu-i volumul cu o treime, ajungând la 50000 de cuvinte și o bibliografie de 1250 de lucrări, corectând erorile primei ediții și asigurându-i astfel o circulație în lumea academică.
Elogiat de Iorga, Motru, I. Bianu, ca și de cei din generația următoare, Eugen Coșeriu, Mioara Avram, Tiktin a trăit și a murit în cele mai modeste condiții. (B. Mehr)
Evocând începutul afirmării lui Tiktin în lingvistica română, Nicolae Iorga afirma: „Acum vreo cincizeci de ani a răsărit la Iași un om cum rareori se găsesc pe lume. Străin, evreu, de familie rabinică născut in Silezia... Unii știau că e un mare învățat - și era. Câte unul putea să-și dea seama și cât interes real avea pentru noi acela care căuta să deslușească tainele alcătuirii graiului nostru", numind Dicționarul „un monument de muncă și inteligență”.
În Adevărul literar și artistic, marele istoric făcea apel la istoricul Ioan Nistor, pe atunci ministru, și la reprezentanții din străinătate să se intereseze de manuscrisele rămase, „rodul muncii de o viață a unui om așa de învățat, așa de modest, așa de bun și cu atâta iubire față de acest popor". Fiica sa, Gertrude, a intenționat să scrie o carte despre viața tatălui ei, dar proiectul nu a fost împlinit. Arhiva sa din România a fost donată Bibliotecii Academiei Române.

## Cărți publicate
- 1883 Gramatica română
- 1884-1890 Viața cuvântului
- 1905 Rumänisches Elementarbuch (republicare: 1.10.2008, ISBN 1-4370-8669-1)

## Premii
- Premiul Special al Academiei Române (1926)
- Medalia de Aur „Bene Merenti” a Academiei Române (1928)